# قرار مجلس الأمن التابع للأمم المتحدة رقم 1270
قرار مجلس الأمن التابع للأمم المتحدة رقم 1270، المتخذ بالإجماع في 22 تشرين الأول / أكتوبر 1999، بعد الإشارة إلى القرارات 1171 (1998) و1181 (1998) و1231 (1999) و1260 (1999) بشأن الحالة في سيراليون والقرار 1265 (1999) بشأن حماية المدنيين في النزاعات المسلحة، أنشأ المجلس بعثة الأمم المتحدة في سيراليون للمساعدة في تنفيذ اتفاق لومي للسلام.
وقد اتخذت حكومة سيراليون والمتمردون في البلد خطوات مهمة لتنفيذ اتفاق السلام المؤرخ 7 تموز / يوليو 1999 في لومي. وكانت هناك استعدادات لنزع سلاح المقاتلين السابقين، بمن فيهم الجنود الأطفال، وتسريحهم وإعادة إدماجهم. تمت دعوة الجبهة المتحدة الثورية، وقوات الدفاع المدني، والقوات المسلحة السيراليونية السابقة / المجلس الثوري للقوات المسلحة وجميع الجماعات المسلحة الأخرى إلى إلقاء أسلحتها. وفي غضون ذلك، أعرب المجلس عن أسفه لقيام الجماعات المتمردة بأخذ رهائن، بمن فيهم أفراد من بعثة مراقبي الأمم المتحدة في سيراليون ومجموعة المراقبة التابعة للجماعة الاقتصادية لدول غرب إفريقيا.
ثم أنشأ مجلس الأمن بعثة الأمم المتحدة في سيراليون لمدة ستة أشهر بالولاية التالية:
(أ) التعاون مع حكومة سيراليون والأطراف الأخرى في اتفاق لومي للسلام؛
(ب) المساعدة في نزع السلاح والتسريح وإعادة الإدماج (قرابة 45,000 من المتمردين)؛ 
(ج) إقامة وجود في المواقع الرئيسية في الدولة؛
(د) ضمان سلامة وحرية تنقل موظفي الأمم المتحدة؛
(هـ) مراقبة الالتزام بوقف إطلاق النار المتفق عليه؛
(و) تشجيع تطوير آليات بناء الثقة؛
(ز) تسهيل إيصال المساعدة الإنسانية؛
(ح) دعم عمليات موظفي الأمم المتحدة؛
(ط) تقديم الدعم للانتخابات في سيراليون.
وستتألف البعثة من ما يصل إلى 6000 جندي من بينهم 260 مراقبا عسكريا وستتولى مهام عملية بعثة مراقبي الأمم المتحدة السابقة في سيراليون والتي انتهت عند إنشاء بعثة الأمم المتحدة في سيراليون بالإضافة إلى المشاركة إلى جانب فريق المراقبين العسكريين التابع للجماعة الاقتصادية لدول غرب أفريقيا. علاوة على ذلك، أذن المجلس للبعثة، متصرفا بموجب الفصل السابع من ميثاق الأمم المتحدة، باتخاذ التدابير اللازمة لضمان حرية تنقل أفرادها وحماية المدنيين من التهديدات المباشرة.
كما أشار القرار إلى أنه ينبغي أن يتمكن اللاجئون من العودة إلى ديارهم، وأن المزيد من المساعدة الإنسانية أمر ضروري، ومن المهم تلبية احتياجات الأطفال المتضررين من النزاع. وأخيراً، طُلب من الأمين العام كوفي عنان تقديم تقرير كل 45 يومًا عن عملية السلام.

## روابط خارجية
- نص القرار في undocs.org
- موقع بعثة الأمم المتحدة في سيراليون